# École internationale américaine
 (juin 2025).
La mise en forme du texte ne suit pas les recommandations de Wikipédia : il faut le « wikifier ».
Les points d'amélioration suivants sont les cas les plus fréquents. Le détail des points à revoir est peut-être précisé sur la page de discussion.
- Les titres sont pré-formatés par le logiciel. Ils ne sont ni en capitales, ni en gras.
- Le texte ne doit pas être écrit en capitales (les noms de famille non plus), ni en gras, ni en italique, ni en « petit »…
- Le gras n'est utilisé que pour surligner le titre de l'article dans l'introduction, une seule fois.
- L'italique est rarement utilisé : mots en langue étrangère, titres d'œuvres, noms de bateaux, etc.
- Les citations ne sont pas en italique mais en corps de texte normal. Elles sont entourées par des guillemets français : « et ».
- Les listes à puces sont à éviter, des paragraphes rédigés étant largement préférés. Les tableaux sont à réserver à la présentation de données structurées (résultats, etc.).
- Les appels de note de bas de page (petits chiffres en exposant, introduits par l'outil «  Source ») sont à placer entre la fin de phrase et le point final[comme ça].
- Les liens internes (vers d'autres articles de Wikipédia) sont à choisir avec parcimonie. Créez des liens vers des articles approfondissant le sujet. Les termes génériques sans rapport avec le sujet sont à éviter, ainsi que les répétitions de liens vers un même terme.
- Les liens externes sont à placer uniquement dans une section « Liens externes », à la fin de l'article. Ces liens sont à choisir avec parcimonie suivant les règles définies. Si un lien sert de source à l'article, son insertion dans le texte est à faire par les notes de bas de page.
- La présentation des références doit suivre les conventions bibliographiques. Il est recommandé d'utiliser les modèles {{Ouvrage}}, {{Chapitre}}, {{Article}}, {{Lien web}} et/ou {{Bibliographie}}. Le mode d'édition visuel peut mettre en forme automatiquement les références.
- Insérer une infobox (cadre d'informations à droite) n'est pas obligatoire pour parachever la mise en page.

Pour une aide détaillée, merci de consulter Aide:Wikification.
Si vous pensez que ces points ont été résolus, vous pouvez retirer ce bandeau et améliorer la mise en forme d'un autre article.
 (juin 2025).
L' American International School Vietnam (AISVN), ou anciennement connu sous le nom de American International School (AIS) à Ho Chi Minh-Ville (Saigon), au Vietnam, a été créée en 2006 dans le but de fournir une éducation américaine aux étudiants vietnamiens. Dès 2009, elle comptait environ 900 élèves de la maternelle à la terminale, dont 90 % étaient vietnamiens.

## Programme d'études
L'école internationale américaine du Vietnam utilise l'anglais comme langue d'enseignement . Il offrait le programme du diplôme du baccalauréat international.

## Propriété et finances
Intellectual Resources Management Co., qui est propriétaire de l'école, est également propriétaire de l' Institut de technologie de Saigon (SaigonTech). L'AISVN opère dans le district de Nhà Bè, à Ho Chi Minh-Ville. Le campus actuel a été ouvert en août 2014 avec des campus précédents dans le district de Bình Thạnh, le district 1 et le district 10.
Au cours de l'année académique 2023 et 2024, l'AISVN a rencontré des problèmes financiers qui ont entraîné le non-paiement ou le retard de paiement des salaires des enseignants et du personnel administratif pendant plusieurs mois. En conséquence, l'école a choisi de terminer l'année scolaire plus tôt que prévu, en mars 2024, les élèves préparant le diplôme de l'IB étant autorisés à passer leurs examens.
Par conséquent, l'AISVN a été suspendu de ses activités par le Département de l'éducation et de la formation de Ho Chi Minh-Ville à compter du 1er juillet 2024. En outre, les autorités fiscales locales ont recommandé en août 2024 que sa licence soit révoquée.
En novembre 2024, l'école a annoncé son intention de rouvrir en janvier 2025, mais en février 2025, le site internet de l'école reste une page d'attente.

## Accréditation
L'école a été agréée par l'IBO pour enseigner les programmes PYP, MYP et IBDP. L'école a également été accréditée par le CIS et le WASC. Les licences et accréditations ont été retirées début 2024.